# 格鲁吉亚总理
Template:使用简体日期
格鲁吉亚总统是格鲁吉亚的礼仪性国家元首，同时担任格鲁吉亚国防军的总司令。根据宪法，总统被定义为“国家统一和民族独立的保障者”。
总统虽然在形式上类似其他议会制国家中的国家元首，但仍保有部分重要权力，如赦免权。国家的行政权则由格鲁吉亚政府和格鲁吉亚总理掌握。总统职位于1991年4月14日由格鲁吉亚共和国最高委员会设立，距格鲁吉亚自苏联独立仅五天。 目前总统任期为五年。
2024年12月14日，格鲁吉亚选举团举行了2024年格鲁吉亚总统选举，由米赫伊尔·卡维拉什维利当选，并于同年12月29日宣誓就职。这是自2017年宪法改革以来首次以间接方式选举总统。然而，多数反对党、宪法专家以及部分国际社会成员质疑此次选举合法性，并主张萨洛梅·祖拉比什维利依然是合法总统。

## 任职资格
任何享有选举权的格鲁吉亚公民，年满35岁并在格鲁吉亚居住至少15年者，均可被选为总统。 持有其他国家国籍的格鲁吉亚公民不得担任总统。 总统不得是任何政党的成员。

## 选举
根据2018年版的《格鲁吉亚宪法》，自2024年起，总统由选举团选出，任期五年。选举团由300名成员组成，包括格鲁吉亚议会议员、阿布哈兹和阿贾拉两自治区最高代表机构代表，以及地方自治机关（市政）的代表。每人最多只能连任一次。不少于30名选举团成员方可提名总统候选人。总统选举由议会安排在10月举行。

## 弹劾
格鲁吉亚议会中三分之一的议员有权提出总统弹劾议案。如该议案获得至少三分之二议员的支持，总统即被视为遭到弹劾。在国家紧急状态或戒严期间，根据宪法，禁止对总统进行弹劾程序。

## 宪法职权与职责

### 1. 根据宪法，格鲁吉亚总统行使以下权力：
- 在获得政府同意后，代表格鲁吉亚进行对外事务活动，与其他国家或国际组织进行谈判，缔结国际条约，接受其他国家及国际组织的外交使节；根据政府提名，任命或罢免格鲁吉亚驻外大使及外交使团负责人；
- 代表格鲁吉亚国家与格鲁吉亚使徒自治正教会缔结宪法协议；
- 根据宪法和有机法规定的程序，宣布议会选举和地方自治机关选举；
- 根据政府提名，任命或罢免格鲁吉亚国防军总司令；任命一名高等司法委员会成员；在有机法规定情况下，参与任命格鲁吉亚中央选举委员会主席及其成员；根据政府提名，向议会提交国家监管机构成员人选；
- 根据有机法规定的程序，决定公民身份问题；
- 赦免罪犯；
- 根据法律规定，授予国家勋章和奖励、最高军衔、特殊职衔与荣誉称号、最高外交级别；
- 在政府提议并经议会同意的情况下，有权暂停或解散某一地方代表机关，若其活动威胁国家主权、领土完整或阻碍国家机关依法行使权力；
- 行使宪法规定的其他职权。[12]

### 2. 公投权
格鲁吉亚总统有权在收到格鲁吉亚议会、政府或不少于20万名选民的请求30日内，就宪法与法律规定的事项发起全民公投。但以下事项不得以全民公投形式决定：制定或废除法律、实施特赦或赦免、批准或废除国际条约，以及涉及限制基本人权的内容。关于公投的启动和执行，由有机法作出具体规定。

### 3. 向国民讲话与年度报告义务
总统有权向全国发表讲话，并须每年向议会提交一份关于国家重大事务的报告。

## 豁免权
格鲁吉亚总统在任期内享有刑事豁免权。在总统任职期间，任何人不得拘留或对其提起刑事诉讼。
总统的安全由格鲁吉亚国家特别安全局（Special State Protection Service）负责。

## 总统旗帜
格鲁吉亚总统旗帜（总统标准）改编自格鲁吉亚国旗，中央为格鲁吉亚国徽。此旗帜在总统办公室、总理府大楼、其他国家机关内部悬挂，也用作总统在格鲁吉亚境内活动时所乘坐车辆上的车旗。

## 总统行政办公室
格鲁吉亚总统行政办公室（有时译为“格鲁吉亚总统府”）是负责协助与组织总统依据格鲁吉亚宪法及其他相关法律文书行使权力的机构。
该办公室由时任总统米哈伊尔·萨卡什维利于2004年2月14日通过总统令第60号设立。
在实际运作中，行政办公室以《格鲁吉亚宪法》、国家法律、总统颁布的法规与其他法律文书为依据开展工作。其结构与运作规则由总统依职权制定。

## 关联項目
- 格鲁吉亚总统